# JavaOS
JavaOS es un sistema operativo, descontinuado desde el 2006, que utiliza la máquina virtual Java como componente fundamental. Fue desarrollado por Sun Microsystems y a diferencia de Windows, Mac OS, Unix (y similares) los cuales están escritos en el lenguaje C, JavaOS está escrito en Java.
El sistema está basado en un micronúcleo, con la máquina virtual funcionando sobre el mismo. Dicho núcleo corre sobre las siguientes plataformas:
- ARM
- PowerPC
- SPARC
- StrongARM
- x86

Todos los controladores de dispositivos están escritos en Java y ejecutados por la máquina virtual. La interfaz gráfica está basada en AWT.